# Sociedad Deportivo Condor
El Sociedad Deportivo Condor  es un equipo de fútbol profesional de Arenillas, Provincia de El Oro, Ecuador. Fue fundado el 19 de julio de 1985. Se desempeña en la Segunda Categoría del Campeonato Ecuatoriano de Fútbol.
Está afiliado a la Asociación de Fútbol Profesional de El Oro actualmente se encuentra inactivo y no ha jugado los últimos torneos por estar multado por deudas con Fedeoro.